# Bengt Piscator
Bengt Piscator, född 12 december 1742, död 21 december 1790, var en svensk jurist, musiker och tonsättare.
Piscator blev auditör vid Smålands husarregemente 1777. Han var sekreterare i Bergskollegium, tonsättare och violinist i Utile Dulci. Piscator invaldes som ledamot nr 68 av Kungliga Musikaliska Akademien den 13 december 1774.